# 글라우코스파이라 바쿠올라타
글라우코스파이라 바쿠올라타(Glaucosphaera vacuolata)는 로델라강에 속하는 홍조류의 일종이다. 글라우코스파이라속(Glaucosphaera)의 유일종이다. 민물에서 서식한다.